# 가시진구역
가시진구역(일본어: 香椎神宮駅 かしいじんぐうえき[*])은 일본 후쿠오카현 후쿠오카시 히가시구에 위치한 규슈 여객철도 가시 선의 철도역이다. 단선 승강장 1면 1선의 구조를 갖춘 지상역이다.

## 역 주변
- 가시 궁
- 마이마쓰바라 고분

## 역사
- 1924년 7월 13일 : 하카타완 철도 기선의 가시이미야마에 가정류장으로서 개업.
- 1935년 2월 5일 : 정류장으로 승격.
- 1942년경 : 폐지.
- 1988년
  - 3월 13일 : 규슈 여객철도가 현 역명으로 개설.
  - 7월 21일 : 위탁 역무원을 배치해, 역사 사용 개시.
- 2009년 3월 1일 : IC 카드 SUGOCA의 사용 개시.
- 2015년 3월 15일 : ANSWER 시스템 도입에 수반해, 무인화.

## 인접 역
| 가시 선              | 가시 선   | 가시 선                |
| -------------------- | --------- | ---------------------- |
| 가시 사이토자키 방면 | ■ 가시 선 | 마이마쓰바라 우미 방면 |